# Bixad, Satu Mare
Bixad este satul de reședință al comunei cu același nume din județul Satu Mare, Transilvania, România.

## Istoric
Localitatea Bixad este atestată documentar încă din anul 1478 și a fost amplasată până în jurul anului 1700 în locul numit sub Piatra Bixadului. Zona de acolo era cunoscută și sub numele de "Fărtăi". În urma unei alunecări de teren, așezarea fost distrusă în proporție de 60%. Localnicii s-a mutat ulterior într-un nou loc, între cele trei văi, unde se află și azi. 
În Bixad a funcționat până la instaurarea regimului comunist cea mai mare mănăstire (greco-catolică) din Transilvania. În perioada interbelică a existat la Bixad și o stațiune  balneară, denumită Borcut.

## Monumente
- Mănăstirea Bixad